# Madonna dell'Altomare
Madonna dell'Altomare, o dell'Alto Mare, è uno degli appellativi utilizzati dalla Chiesa cattolica nella venerazione di Maria, madre di Gesù. Il suo culto è venerato nelle seguenti località:
- Alliste, nella frazione di Felline[1];
- Andria, dov'è ubicato un santuario ed una processione[2];
- Maruggio[3];
- Martina Franca; dal 1981 in Contrada Nigri insieme ai Santi Cosma e Damiano.
- Mola di Bari;
- Orta Nova;
- Canosa di Puglia;
- Otranto, con festeggiamenti la prima domenica di settembre;
- Palmi, nella frazione di Taureana di Palmi, con festeggiamenti l'ultima domenica di luglio;
- Polignano a Mare (BA).

Solitamente i festeggiamenti della Madonna dell'Altomare coincidono con una processione a mare della statua.